# Догри
Догри (डोगरी ḍogrī) — язык догров, распространённый в Северной Индии, относится к индоарийским языкам индоиранской подгруппы индоевропейской семьи языков.
В прошлом догри рассматривался как диалект языка пенджаби, но сегодня признаётся самостоятельным языком и пользуется поддержкой государства в развитии как литературный язык. Ранее он писался с помощью собственного алфавита под названием такри, однако сегодня предпочитается шрифт деванагари, а также персидский шрифт насталик, выведенный из арабского алфавита. Существуют попытки возобновить использование такри.
Догри распространён главным образом в окрестностях города Джамму на юго-западе североиндийской союзной территории Джамму и Кашмир. На нём говорят также в штатах Химачал-Прадеш и Пенджаб, а также в Пакистане. Родным догри является для 2,1 миллиона человек (1997). В Джамму и Кашмире он признан официальным языком.

## История
Догри произошёл от шаурасени, распространённого ранее на севере Индии пракритского языка. Словарный запас догри соответственно содержит главным образом слова, уходящие корнями в санскрит, однако имеет также многочисленные заимствования из арабского, персидского, английского и тюркских языков. Древнейшим письменным свидетельством догри является труд индийско-персидского поэта Амира Хусро (1253—1325), в котором он перечисляет различные существовавшие на тот момент североиндийские языки. Отдельные слова известны по надписям, датируемым XII веком. Тем не менее, самым старшим литературным произведением, написанным в догри, является перевод из персидского, созданный лишь во второй половине XVIII века. В начале XIX века возникли различные лирические произведения. Настоящая живая и разнообразная литература на догри появилась на протяжении XX века, что создало предпосылки для признания его официальным. Самой значимой современной представительницей литературы на догри является писательница Падма Сачдев.